# Dorota Brodowska (lekkoatletka)
Dorota Brodowska (ur. 17 kwietnia 1972) – polska lekkoatletka, specjalistka skoku w dal i biegów krótkich, wielokrotna mistrzyni Polski.

## Kariera
Wystąpiła w skoku w dal na halowych mistrzostwach Europy w 1996 w Sztokholmie oraz na mistrzostwach Europy w 1998 w Budapeszcie, ale w obu przypadkach nie zakwalifikowała się do finału.
Była mistrzynią Polski w skoku w dal w 1998 oraz w sztafecie 4 × 100 metrów w 1994, 1997 i 1998, wicemistrzynią w biegu na 100 metrów w 1994, 1996 i 1997 oraz w sztafecie 4 × 100 metrów w 1990 i 1992, a także brązową medalistką w biegu na 200 metrów w 1992. Zdobyła również wicemistrzostwo Polski w hali w biegu na 60 metrów w 1996 i 1997 oraz brązowe medale w skoku w dal w 1996 i 1997.
Rekordy życiowe:
| Konkurencja        | Data i miejsce             | Wynik |
| ------------------ | -------------------------- | ----- |
| bieg na 100 metrów | 20 czerwca 1997, Bydgoszcz | 11,63 |
| bieg na 200 metrów | 3 maja 1992, Piła          | 24,10 |
| skok w dal         | 27 czerwca 1998, Wrocław   | 6,63  |

Była zawodniczką AZS-AWF Warszawa.